# Торсволлюр
Торсволлюр, дослівно «Площа Тора» — національний стадіон Фарерських островів у столиці Торсгавні. Він вміщує 6 000 глядачів і є найбільшим стадіоном у країні.
Футбольне поле розташоване таким чином, що його кути спрямовані на південь, північ, схід і захід. Місця для сидіння є з трьох боків. Сторона, яка не має місць для сидіння, але є спортивним залом, виходить на північний захід.

## Історія
Футбольний стадіон був урочисто відкритий у 2000 році. Тут проводяться домашні матчі збірної Фарерських островів, Перший матч відбувся 18 серпня 1999 року ще до офіційного відкриття (Фарерські острови — Ісландія 0–1). До 2005 року на цьому майданчику також проводилися фінали національного кубка. Проте Торсволлюр не є клубним стадіоном. Столичні клуби «ГБ» і «Б36» грають по сусідству на стадіоні Гундадалур зі штучним покриттям. Однак, стадіон Торсволлюр також використовується іншими клубами як місце проведення єврокубкових матчів.
2 вересня 2011 року відбувся перший міжнародний матч на Фарерських островах проти Італії під світлом прожекторів. Інтенсивність освітлення становила 1400 люкс, а витрати на всю систему склали близько 16,5 мільйонів данських крон.
Окрім Торсволлюра та Гундадалура, у Тофтірі також є стадіон Свангаскар, який також має ліцензію УЄФА завдяки своєму натуральному покриттю та глядацьким трибунам.

## Концерт
29 червня 2010 року 6 500 осіб відвідали концерт Елтона Джона в Торсволлюрі.

## Галерея

Матч проти Греції 13 червня 2015 року
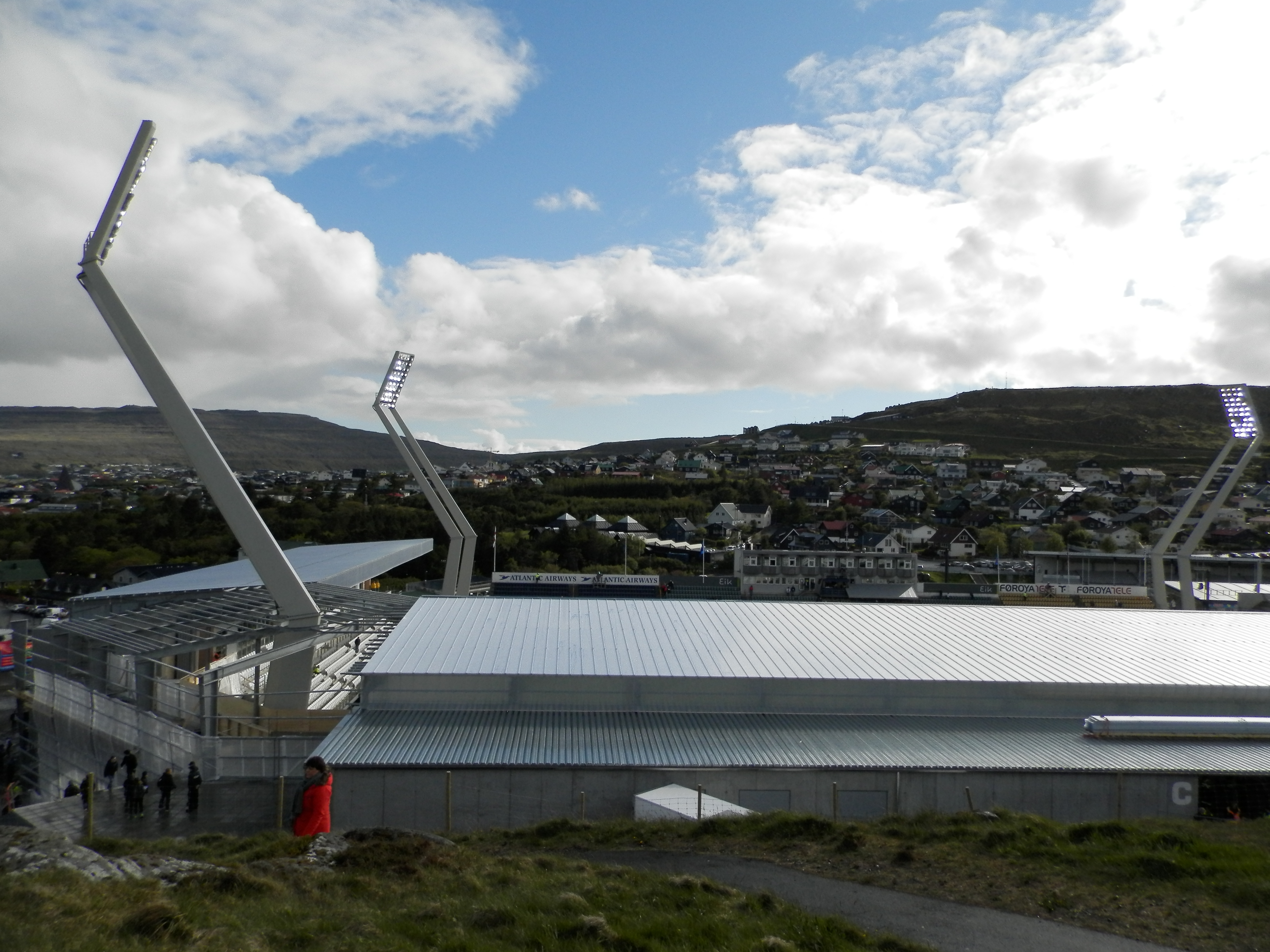
Стадіон із північно-східної сторони
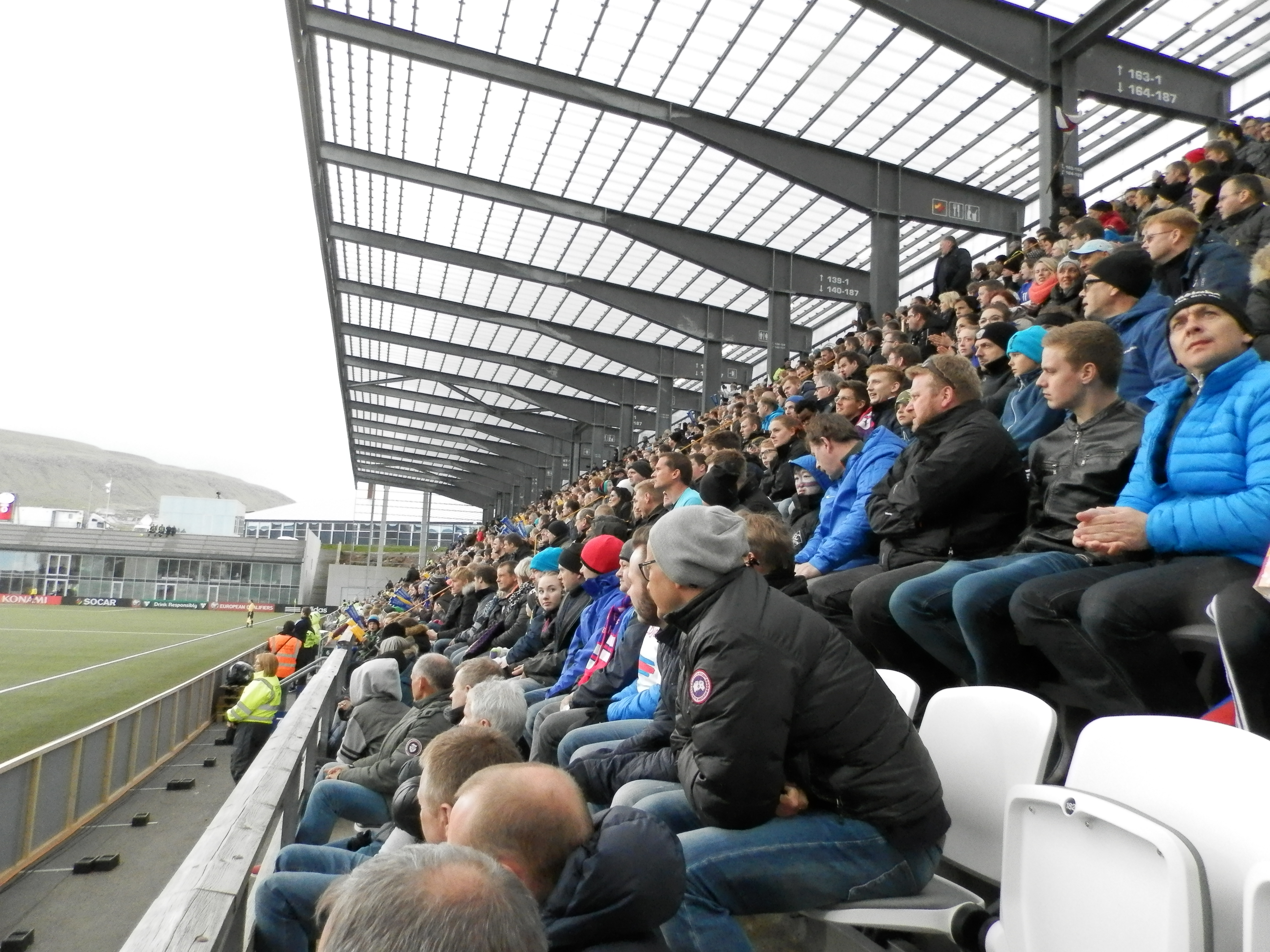
Центральна трибуна
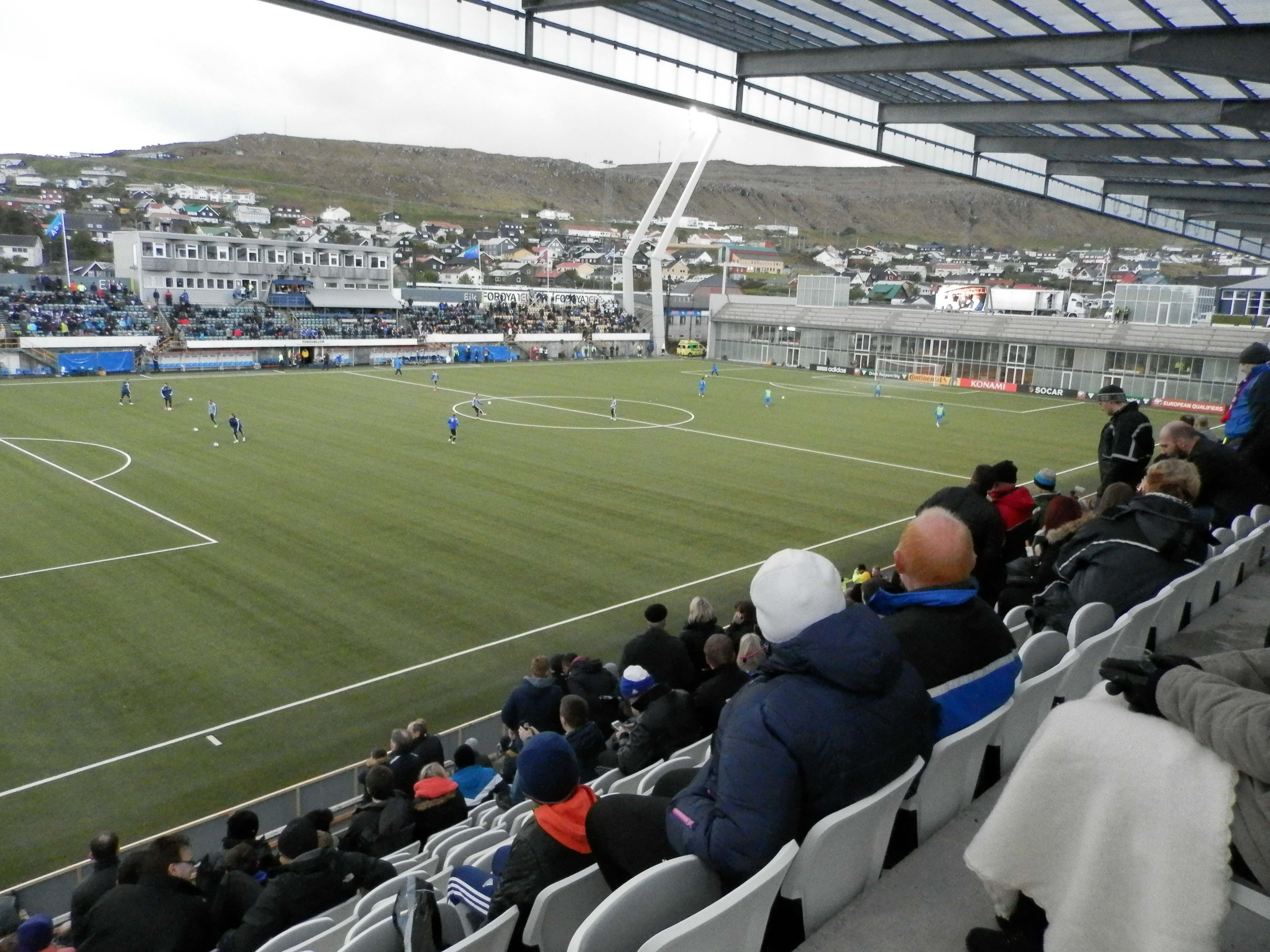
Погляд на захід через ігрове поле
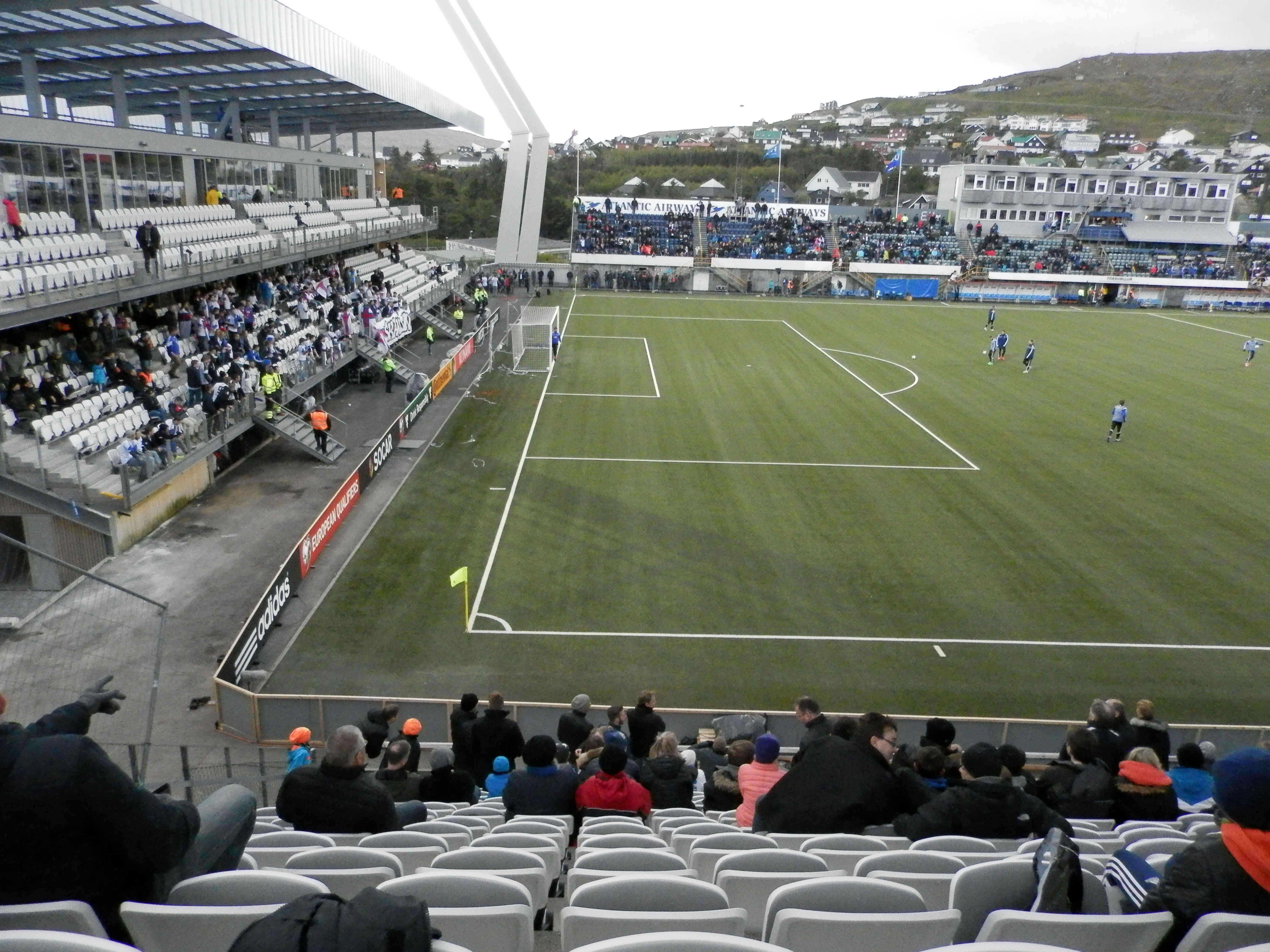
Південна та протилежна трибуни